# Durweston
Durweston är en by och en civil parish  i Dorset i England. Orten har 398 invånare (2011). Byn nämndes i Domedagsboken (Domesday Book) år 1086, och kallades då Dervinestone/Derwinestone.